# Beckerich
Beckerich (lussemburghese: Biekerech) è un comune del Lussemburgo che si trova vicino al confine con il Belgio. Si trova nel cantone di Redange e nel distretto di Diekirch.
Nel 2005, la città di Beckerich, capoluogo del comune, aveva una popolazione di 635 abitanti. Le altre località del comune sono Hovelange, Noerdange, Oberpallen e Schweich.
Beckerich ha una fabbrica di bottiglie d'acqua potabile, che fornisce acqua alla Lidl in tutto il mondo. La fabbrica ricava l'85% del proprio fabbisogno di energia, escluso quello necessario per i trasporti, da forme di energia alternativa, in primo luogo le biomasse.

A partire dagli anni '90, il Comune ha attivato a un programma di incentivi economici e una regia pubblica per le pratiche relative alla produzione di energia fotovoltaica, eolica e geotermica.

## Storia

### Simboli
Lo stemma del comune di Beckerich è stato approvato il 29 ottobre 1982.
I due pastorali rappresentano l'abbazia cistercense di Bardenburg (Clairefontaine) e il priorato di Mergendall (Marienthal), che avevano numerosi possedimenti nell'area tra il XIII e XIV secolo. Il lupo è ripreso dallo stemma della famiglia Elvange (d'oro, al lupo rapace al naturale), che possedeva il villaggio nel XIV secolo. Il leone d'argento era simbolo dei signori di Guirsch (d'azzurro, al leone d'argento), che detenevano il potere su Oberpallen, Levelange e Huttange. La Rivoluzione francese pose fine a questi diritti feudali.